# Plesiohadros djadokhtaensis
Plesiohadros djadokhtaensis es la única especie conocida del género extinto Plesiohadros de dinosaurio Ornitópodo hadrosauroideo basal que vivió a finales del período Cretácico, hace aproximadamente entre 80 a 75 durante el Campaniense, en lo que es hoy Asia. Es conocido a partir de un esqueleto parcial que incluye el cráneo recolectado en la localidad Alag Teg, en estratos del Campaniense de la Formación  Alagteeg del sur de Mongolia. La especie tipo propuesta para el género es "Plesiohadros djadokhtaensis".